# جهانی بدون دزدان
جهانی بدون دزدان (انگلیسی: A World Without Thieves) فیلمی در ژانر اکشن، رزمی و درام است که در سال ۲۰۰۴ منتشر شد. از بازیگران آن می‌توان به اندی لاو، گه یو و لی بینگ‌بینگ اشاره کرد.

## خلاصه فیلم
زوجی کلاهبردار پس از اینکه تاجری را برای به‌دست آوردن اتومبیلش می‌ربایند به غرب قرار می‌کنند.اما روبرو شدن با جوانی ساده‌لوح و همسرش سرنوشت آن‌ها به عنوان سارق را به چالش می‌کشد...